# International Auxiliary Language Association
Die neutrale International Auxiliary Language Association (IALA; deutsch: Internationale Hilfssprachengesellschaft) wurde 1924 in New York u. a. von der Mäzenin und Esperantosprecherin Alice Vanderbilt Morris mit dem Ziel mitgegründet, die wissenschaftliche Basis für die Auswahl einer bestehenden Plansprache bzw. die Fusion bereits bestehender Plansprachen wie Esperanto (1887), Latino sine flexione (1903), Ido (1907), Esperanto II (1910), Occidental (1922) und Novial (1928) zu schaffen.
Die Entwicklung einer eigenen Plansprache war anfänglich nicht das Ziel. Nachdem IALA keine der untersuchten Plansprachen für geeignet hielt bzw. die Vertreter der verschiedenen Plansprachen sich nicht auf eine gemeinsame Plansprache einigen konnten, beschloss IALA 1934, selbst eine eigene Plansprache zu entwickeln, die 1951 unter dem Namen Interlingua veröffentlicht wurde. 1953 löste sich IALA daraufhin auf und ging in die Interlingua-Abteilung im Science Service auf. Erst nach dem Zweiten Weltkrieg wurde Englisch als Weltverkehrssprache die international bedeutendste Weltsprache.

## Vorgeschichte
Als Folge der Zunahme internationaler Beziehungen wurde ab der Mitte des 19. Jahrhunderts das Problem internationaler Verständigung immer brennender. Die Schöpfer der Welthilfssprachen wollten einen Ausweg zeigen und legten daher Wert auf leichte Erlernbarkeit, hohes aktives und passives Sprachvermögen, Internationalität sowie Neutralität im Sinne von keines Volkes Sprache.
Bereits 1907 war der erste Versuch aus der Wissenschaft gescheitert, sich bei der Vielzahl von Plansprachen auf eine Einzige zu verständigen. Noch unter dem Eindruck des Ersten Weltkrieges kam der nächste Impuls von der Research Corporation, die 1919, mit Blick auf die Gründung des Völkerbundes 1920, eine Konferenz über die Plansprachenfrage in Brüssel abhielt. Frederick Gardner Cottrell, der Gründer der Research Corporation und späterer langjähriger Mitarbeiter von IALA, konnte daraufhin Alice Vanderbilt Morris und ihren Ehemann, dem späteren Botschafter der USA in Belgien, für eine dauerhafte Unterstützung einer wissenschaftlichen Einrichtung gewinnen. 1924 kam es dann in New York zur juristischen Gründung von IALA als eine Non-Profit-Organisation.

## Gründungsmitglieder
Eine Auswahl der Gründungsmitglieder:
- Alice Vanderbilt Morris
- American Association for the Advancement of Science
- British Association for the Advancement of Science
- American Council of Learned Societies
- American Council on Education
- entsprechende französische und italienische Wissenschaftsvereinigungen

## Zweck
Der Zweck von IALA bestand darin, eine Plansprache zu etablieren, die als Medium des Ideenaustausches sowie der Völkerverständigung zwischen Menschen unterschiedlicher Muttersprachen weltweit von jedem Bildungssystem unterrichtet wird. Es ging anfänglich nicht darum, eine eigene Plansprache zu entwickeln, vielmehr um die Erarbeitung von wissenschaftlichen Grundlagen und Kriterien.

## Beteiligte
Eine Auswahl der beteiligten Wissenschaftler:
- Otto Jespersen
- Alexander Gode
- André Martinet
- Edward Sapir
- Charles Bally
- Albert Debrunner
- Jean-Paul Vinay

## Forschungsarbeit
Bis zum Eintritt Großbritanniens in den Zweiten Weltkrieg befand sich der Sitz des Instituts an der Universität in Liverpool. Nach 1939 wurde der Sitz nach New York verlegt.
Die größte finanzielle Unterstützung erhielt IALA von Alice Vanderbilt Morris und ihrer Familie. Weitere Quellen waren: Carnegie Corporation, Rockefeller-Stiftung, Research Foundation etc. Über die Personalstärke gibt es keine genauen Zahlen. André Martinet spricht in einem Interview von seiner Arbeit als Direktor für IALA von 1946 bis 1948 von zwei Abteilungen plus Verwaltung. Die Abteilung von Alexander Gode habe 45 Personen betragen und 10 Personen waren für die Verwaltung zuständig.

## Konferenzen
IALA führte zwischen 1930 und 1948 mehrere internationale Konferenzen durch. Unter den teilnehmenden Linguisten bzw. Interessenten befanden sich Otto Jespersen, Eugen Wüster, Charles Kay Ogden, Albert Debrunner, Edmond Privat (Esperanto), Edgar de Wahl (Occidental), René de Saussure (Esperanto II), Siegfried Auerbach (Ido) bzw. Eleanor Roosevelt, die Ehefrau des US-Präsidenten Franklin D. Roosevelt. Giuseppe Peano, dem Autor des Latino sine flexione wurde vom faschistischen Italien unter Mussolini an der Ausreise gehindert.

## Veröffentlichungen
- IALA: General Report 1945, New York 1945[12]